# Ernst Nolte
(Ernst Nolte, Il passato che non vuole passare)
Ernst Nolte (Witten, 11 gennaio 1923 – Berlino, 18 agosto 2016) è stato uno storico e filosofo tedesco.
Nolte fu docente e professore emerito di storia contemporanea alla Libera Università di Berlino, ed è noto come importante studioso dei rapporti e dei legami causali tra comunismo sovietico e nazionalsocialismo tedesco.
Studente di Martin Heidegger, è ritenuto un esponente di primo piano del revisionismo storiografico e le sue tesi, secondo cui il nazionalsocialismo fu una risposta imitativa speculare al bolscevismo russo-sovietico, furono centrali negli accesi dibattiti sulla relativizzazione e contestualizzazione storica dei crimini della Germania nazista durante la seconda guerra mondiale. Il campo su cui si dibatté riguardava principalmente l'Olocausto e i crimini di guerra della Wehrmacht e questi scontri animarono la storiografia tedesca, europea e mondiale degli anni '80 culminando nella cosiddetta "controversia degli storici" (Historikerstreit). Nell'ambito della filosofia della storia, Nolte può collocarsi, come George Mosse e Renzo De Felice, nella corrente dello storicismo, anche se non di stampo neoidealista.
Chi respinse le tesi di Nolte, tra cui Elie Wiesel, Deborah Lipstadt e Jürgen Habermas, lo accusò di giustificazionismo e minimizzazione della Shoah, o anche di antisemitismo, mentre altri, come Andreas Hillgruber, Francesco Perfetti, Stéphane Courtois e Augusto Del Noce, apprezzarono l'equiparazione tra gulag e lager come la rottura di un tabù (l'unicità dell'Olocausto ebraico e la nozione di "male assoluto" associata al nazismo) presente tra gli storici fino ad allora. Del Noce apprezzò il concetto noltiano di guerra civile europea. Negli ultimi anni si concentrò su quello che definiva il terzo "radicalismo", l'islamismo politico, popolarizzando il concetto di "islamofascismo", senza però lesinare critiche alla civiltà occidentale e al sionismo. Ernst Nolte, pur essendo in gioventù di provenienza marxista, dunque un antifascista, considerava Mussolini la personalità più significativa e influente del XX secolo, sostenendo che "Mussolini - tra gli statisti del Ventesimo Secolo - è la figura più importante e significativa in quanto fu l'unico a rappresentare prima della guerra l'insurrezionalismo blanquista socialista che poi, dopo la rivoluzione di Lenin, sarebbe diventato la guida del fronte mondiale antirivoluzionario". 

## Biografia
Ernst Nolte è stato allievo di Martin Heidegger a Friburgo e di Eugen Fink, con il quale nel 1952 conseguì il dottorato in filosofia discutendo la tesi "Autoestraneazione e Dialettica nell'Idealismo tedesco e in Marx" (Selbstentfremdung und Dialektik im deutschen Idealismus und bei Marx).

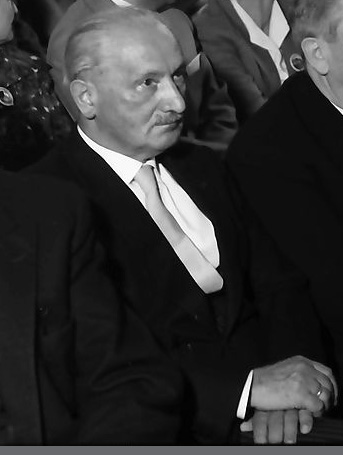
Martin Heidegger, insegnante di Nolte a Friburgo

Filosofo di formazione, Nolte si è dedicato alla ricerca storica, in particolare contemporanea. Ha insegnato all'università di Marburgo (1965–1973) e, dopo il trasferimento a Berlino Ovest, alla Freie Universität di Berlino (1973-1991).
Per Nolte storia e revisione sono inscindibili, dato che "la revisione è il pane quotidiano degli storici"; bisogna attribuire allo storico "la disponibilità alla revisione permanente dei dati di fatto e delle interpretazioni, che non si concilia con la volontà di mantenere un'immagine della storia dogmatica e immutabile".
La sua opera di storico è dedicata principalmente all'analisi dei grandi fenomeni ideologico-totalitari del XX secolo, il comunismo e il fascismo.
A partire dalla seconda metà degli anni Ottanta del Novecento, le sue tesi hanno ottenuto ampia risonanza mediatica e hanno suscitato forti polemiche. 
Il 4 giugno 2000 Ernst Nolte ha ricevuto il Premio Konrad Adenauer per la scienza. Questa scelta della giuria ha riacceso nuovamente la polemica sulla figura di Nolte. Il premio è stato consegnato allo storico da Horst Möller, il direttore dell'Institut für Zeitgeschichte (Istituto per la storia contemporanea), che nel suo elogio dell'opera di Nolte si è mantenuto distante dall'analisi dei punti più controversi. Nel discorso di accettazione Nolte ha invece riproposto all'uditorio alcune delle sue affermazioni più criticate, ossia che "dovremmo lasciare indietro la tesi che l'opposto del nazionalsocialismo è sempre buono e giusto" e che una spiegazione dell'antisemitismo di Hitler può essere il fatto che il bolscevismo - secondo i tedeschi - ai suoi inizi era sostenuto dagli ebrei. L'allora Presidente della CDU Angela Merkel rifiutò di tenere una laudatio di Nolte alla consegna del premio.
Nolte è morto nel 2016, a 93 anni in una clinica di Berlino, dopo una breve malattia.

## Tesi e ricerca storica

### Critica ai «radicalismi»
(Nolte in "Controversie" sulla Rivoluzione d'ottobre)
Il punto di partenza della storico tedesco fu la critica all'attacco storiografico verso il mero totalitarismo come regime puramente anti-capitalistico o antidemocratico, proveniente da studiosi di matrice liberale e democratica quali Hannah Arendt, Karl Popper, George Mosse, Bertrand Russell. 

Carl Schmitt nel 1912

Nolte adotta invece una posizione di critica alle rivoluzioni violente in quanto "radicalismi" tecnico-moderni come nella tesi heideggeriana (seppur tenendosi lontano da idee reazionarie) con intenti demolitori e purificatori (concetto di "uomo nuovo"), ispirata da Edmund Burke e dalle sue Riflessioni sulla Rivoluzione in Francia (come lui e come Alexis de Tocqueville esclude dalla critica la rivoluzione inglese, che pur con gli eccessi di Cromwell e dei levellers portò alla gloriosa rivoluzione, e la rivoluzione americana). Dall'altro lato il fascismo è considerato anche erede delle controrivoluzioni del XIX secolo e una forma di "resistenza alla trascendenza" intesa come "spirito della modernità": egli porta l'esempio dall'Action Française); Nolte, ne Il fascismo nella sua epoca, vede nel movimento di Charles Maurras il vero precursore e proto-fondatore del fascismo, prima di Mussolini.
Il fascismo quindi diventa un figlio della modernità rivoluzionaria giacobina (in quanto ispirato al bolscevismo) e al tempo stesso dell'antimodernità controrivoluzionaria reazionaria (in quanto reazione al bolscevismo stesso).

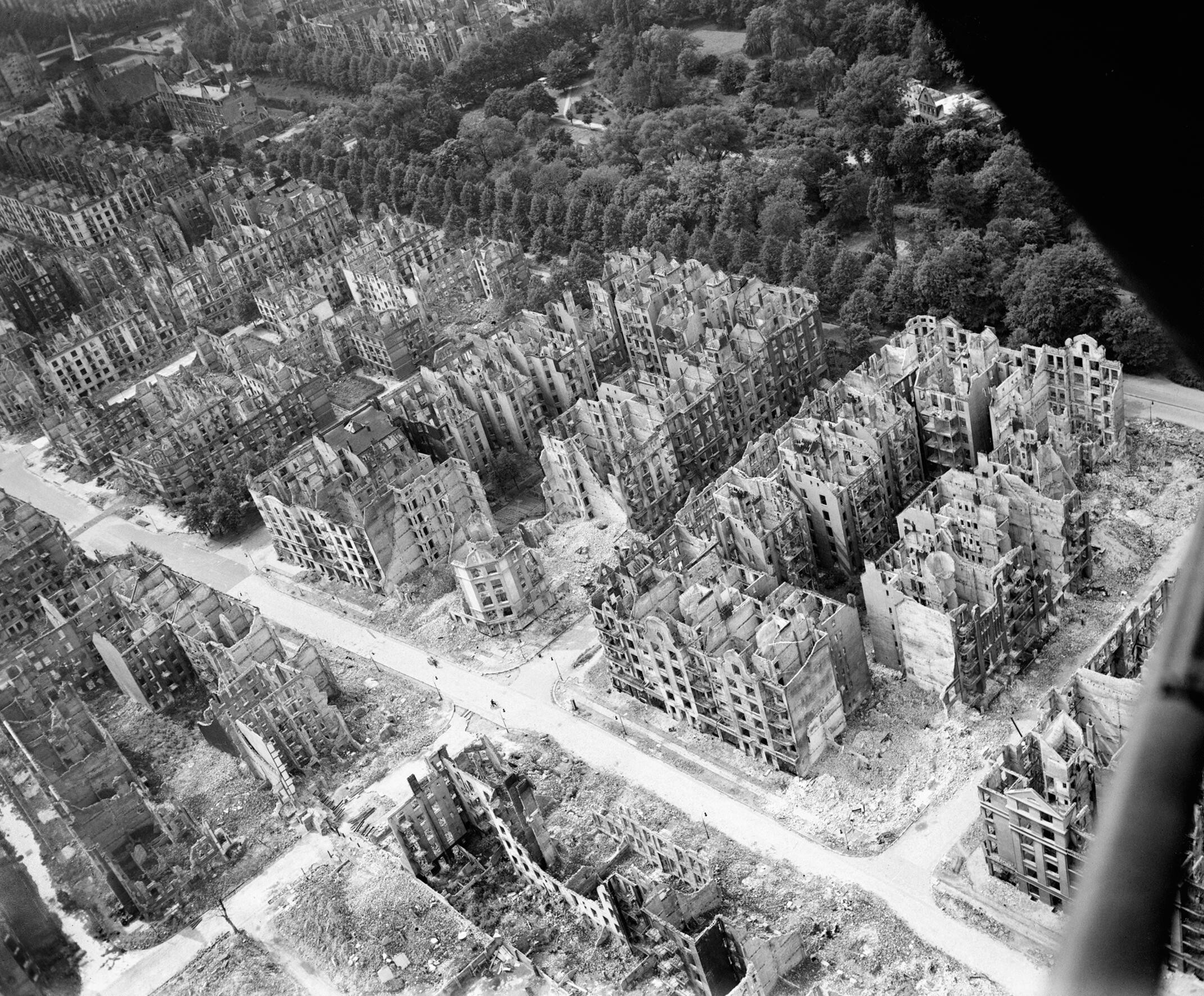
Rovine di Amburgo dopo i bombardamenti incendiari del 1943. La tattica inglese di bombardamento a tappeto di molte aree civili e densamente popolate della Germania (tra le altre, Amburgo, Berlino, Brema e Dresda), attuata spesso senza obiettivi militari e solo per abbassare il morale del nemico, oltre che come vendetta per il bombardamento di Coventry, fu definita da Nolte come una politica di genocidio verso il popolo tedesco.

Nolte va indietro nel tempo, come fece Popper che vide in Platone il primo totalitario, e, come François Furet ma in maniera più convinta, afferma la continuità diretta fra giacobinismo e bolscevismo, risalendo agli anabattisti di Thomas Müntzer, alle jacqueries, alle rivolte degli schiavi come Spartaco, persino alla Bibbia. Definisce, sulla scia della rivoluzione conservatrice di Heidegger, Carl Schmitt (riprende da Schmitt la nozione di "nemico assoluto" teorizzata da Lenin) e Ernst Jünger, queste posizioni come “l’eterna sinistra”: un atteggiamento sostanzialmente pauperista ed egualitario in maniera astratta, incapace di comprendere che la diseguaglianza sociale è necessaria e inevitabile mentre l'estremo livellamento forzato porta prima o poi al regime totalitario, come furono il comunismo e il nazismo; come per i liberali stessi, i genocidi "scientifici" moderni sono per Nolte derivazione diretta del primo genocidio programmato e totale, compiuto dal giacobinismo ai danni di dissidenti e chiunque fosse membro o imparentato con l'aristocrazia, ossia i massacri delle guerre di Vandea e del regime del Terrore, mossi da un'interpretazione estrema delle ideologie pre-rivoluzionarie (correnti più radicali dell'illuminismo come il protocomunismo di Meslier e una parte del pensiero politico di Rousseau). In Vandea si sperimentò contro alcuni prigionieri vandeani e i loro famigliari, tra l'altro, la prima forma di rudimentale camera a gas, ad arsenico invece che ad acido cianidrico o monossido di carbonio, e altre atrocità della modernità.
Nolte arriva poi, passando per lo studio del fascismo come filiazione diretta del socialismo rivoluzionario di Mussolini e Georges Sorel (idea avanzata già da Karl Kautsky e dallo stesso duce, nonché dall'anarchico Volin che descrisse il leninismo come "fascismo rosso"), ad affermare che, benché nazionalsocialismo tedesco e bolscevismo russo fossero stati due fenomeni storici in antitesi fino alla fine, "non furono mai contrapposti uno all'altro in nessun momento in maniera contraddittoria". Soprattutto che, via via che la seconda guerra mondiale volgeva alla sua conclusione, divenne sempre più chiaro che avveniva fra essi uno "scambio delle caratteristiche". Quindi la colpa del nazismo è nata dal bolscevismo, corpo estraneo nell'Europa tradizionale, derivato dal rivoluzionarismo fuso con le prassi dello zarismo.

#### Islamismo come «terzo radicalismo»
Negli ultimi anni paragonò gli aspetti negativi del giacobinismo al moderno islamismo, nel breve saggio I nuovi giacobinismi: da Robespierre a bin Laden (la sua ultima opera), a cui il "vuoto" dell'Occidente sta soccombendo.
I bolscevichi sono quindi identificati come antagonisti della civiltà europea ed assimilati all’islamismo stesso (Burke aveva assimilato i giacobini all’islamismo); al contrario di Richard Pipes secondo cui da Lenin discende il moderno islamismo, per Nolte dal radicalismo monoteista ebraico-cristiano discende il giacobinismo, dal giacobinismo l'islamismo che ha ispirato quindi il bolscevismo (assieme al giacobinismo stesso). 
L'islamismo è quindi la versione moderna dell'Islam fondamentalista, un prodotto della modernità che tenta di riprodurre l'Islam delle origini e le attitudini guerriere di Maometto e dei califfi, ma con caratteristiche giacobine e leniniste, derivate anche dagli studi fatti sul marxismo e il socialismo nazionale da parte dei teorici islamici novecenteschi come Sayyid Qutb (importante ideologo dei sunniti Fratelli Musulmani) e Ruhollah Khomeini (guida della rivoluzione iraniana sciita).
Quindi l'islamismo è assimilabile, come nella riflessione di Alexandre Del Valle, a bolscevismo e nazionalsocialismo, nella sua guerra globale; Nolte lo definì perciò "il terzo radicalismo", seppure derivazione indiretta di sette radicali del tradizionalismo islamico, come i giacobini ponevano, per alcuni, le lontane origini nelle sette calviniste-puritani (a tal proposito, anche Stefan Zweig aveva associato Hitler a Calvino) o ereticali più estreme, come i dolciniani o i seguaci di Savonarola. 
La tesi di Lenin e Hitler come eredi contrapposti del giacobinismo fu un tema tipico degli antinazisti di ispirazione moderata e anticomunista, come quelli provenienti dalle file della rivoluzione conservatrice e dagli ambienti militari, o della Rosa Bianca.
Nolte formulò anche, spesso durante conferenze, idee estemporanee che spesso poi corresse o ritrattò, come la “globalizzazione come nuovo totalitarismo” e l’idea che il capitalismo fosse così negativo da rendere preferibile persino l’Islam, poi attaccato nell'ultima opera (che risente anche del timore di un'espansione del jihādismo dovuta allo Stato Islamico) in quanto nuovo radicalismo totalitario globale.

### Controversia degli storici
A partire dagli anni Ottanta del XX secolo divenne centrale nell'ambito della cultura tedesca il tema della "ricostruzione scientifica del passato", che si proponeva anche di arrivare alla "rottura della discrezione" mantenuta per decenni a proposito dei crimini nazionalsocialisti. Il dibattito divenne noto come la Historikerstreit (la controversia degli storici). Anche Ernst Nolte partecipò a questa "controversia" pubblicando il 6 giugno 1986 sulla Frankfurter Allgemeine Zeitung un articolo intitolato Il passato che non vuole passare (Vergangenheit, die nicht vergehen will), che ebbe un'ampia risonanza anche al di fuori della Germania e che diede inizio ad un'aspra polemica fra gli storici e gli intellettuali europei. Il sottotitolo posto dall'autore Eine Rede, die geschrieben, aber nicht mehr gehalten werden konnte (Un discorso che potrebbe essere scritto ma non pronunciato in pubblico) dichiarava apertamente l'approccio di rottura e di critica nel trattare argomenti dolorosi e controversi per la storia tedesca. In esso Nolte definiva il nazismo come una forma "radicale" di fascismo, nata in risposta al bolscevismo sovietico.

#### Tesi del «nazionalsocialismo come reazione al bolscevismo»
(Ernst Nolte, I nuovi giacobinismi: da Robespierre a Bin Laden)

Tema centrale del pensiero di Nolte, che ritorna in quasi tutte le sue opere, è l'ipotesi che il nazionalsocialismo sia stato una reazione al bolscevismo (visto da Hitler come un unicum con l'ebraismo) che nel 1917, con la Rivoluzione d'ottobre, provocò la nascita dell'Unione Sovietica. Nei suoi discorsi e perfino nelle conversazioni private, infatti, il führer faceva continuamente riferimento alla sua paura e al suo odio verso il bolscevismo. Un esempio è il seguente estratto dal Mein Kampf, in cui Hitler indica gli ebrei come capitalisti e marxisti antitedeschi:
(Adolf Hitler)

#### «Guerra civile europea» e «barbarie asiatica»
(E. Nolte, Il passato che non vuole passare)
Secondo Nolte i crimini nazisti possono essere interpretati come una conseguenza della "barbarie asiatica" dei bolscevichi, una barbarie superata in Europa, guerre a parte, ma ritornata tramite la Russia e saldatasi ai radicalismi europei e nella lotta comunismo/fascismo. Hitler avrebbe preso esempio da Stalin e dai gulag, attuando una "lotta di razza" anziché una "lotta di classe".
Minacciata di annientamento e dalla possibile estensione della Rivoluzione russa del Comintern ai territori tedeschi, spaventata dallo sterminio della borghesia e della nobiltà russe durante il terrore rosso, e da quello dei kulaki (dekulakizzazione e holodomor), la Germania avrebbe reagito sterminando gli ebrei, considerati da molti antibolscevichi dell'epoca i fondatori del regime comunista (Marx e Trockij erano ebrei) nonché molto presenti tra le file dei socialisti tedeschi (oltre a Marx, anche Karl Kautsky e Rosa Luxemburg).
A proposito del controverso articolo, che riprendeva, al fine di commentarle storicamente, anche certe affermazioni del capo delle SS Heinrich Himmler, lo stesso Nolte negli anni seguenti ha fatto una sorta di autocritica, deplorando il fatto che le sue tesi sul rapporto fra genocidio nazista e genocidio bolscevico, sviluppate a fondo nel testo La guerra civile europea del 1987, siano state inizialmente pubblicate in un articolo dal "titolo eclatante" (Il passato che non vuole passare) e che faceva eccessivo uso di "parole irritanti come gulag ed Auschwitz". Commentando l'affermazione di Heinrich Himmler in un discorso segreto alle SS («Di fronte al nostro popolo avevamo il diritto morale, anzi il dovere, di annientare questo popolo che voleva annientare noi»), scrisse già in origine il seguente passo, da cui è evidente la presa di distanza dello storico dalla prospettiva hitleriana:
(E. Nolte)

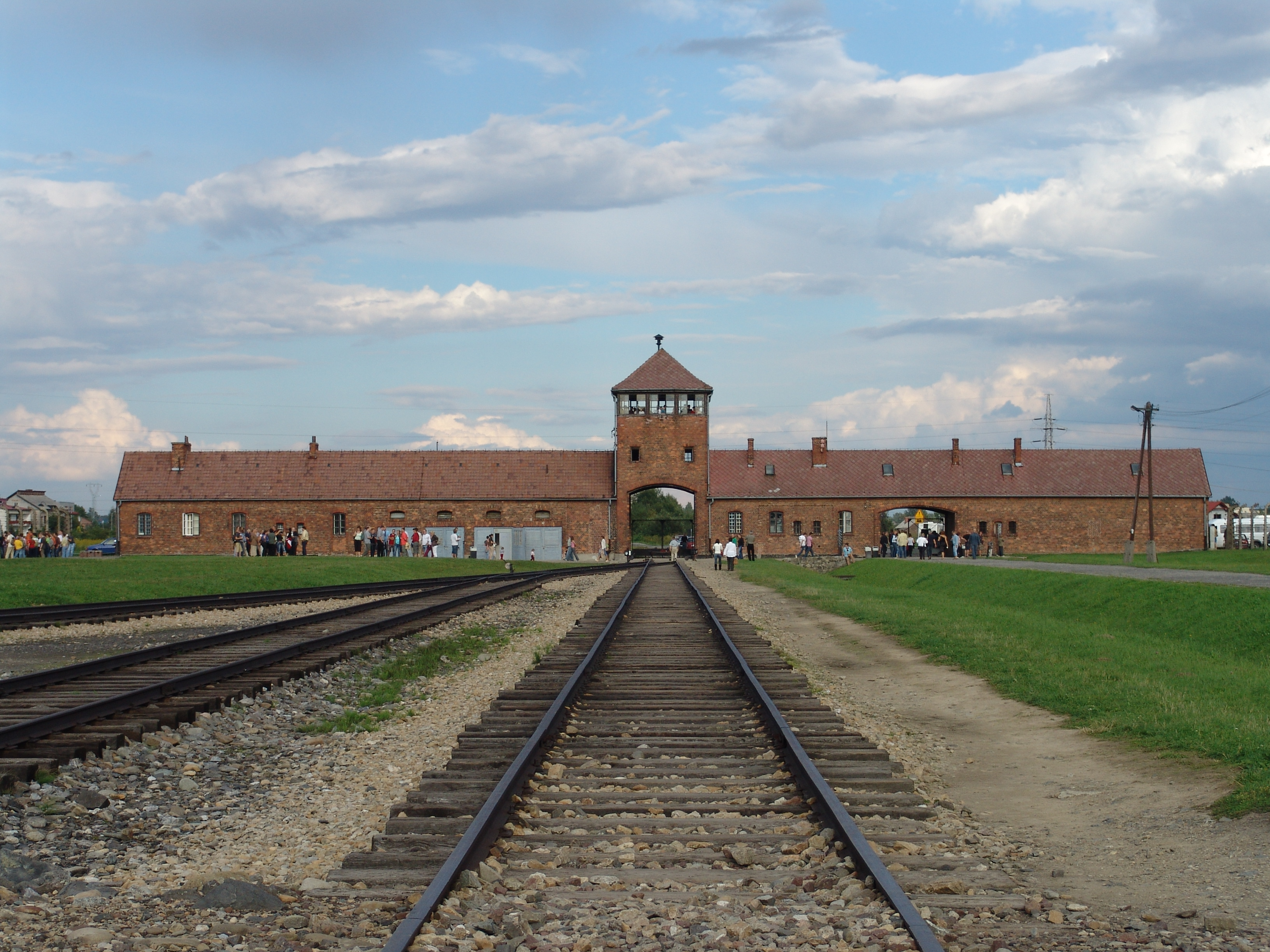
Rampa e banchina ferroviaria di Birkenau. Nolte descrisse i lager come una copia dei gulag

Egli tentò di spiegare così il nazismo, evitando però di darne giustificazione esplicita, ma rifiutando per esso la nozione di "male assoluto"; per Nolte era un male equivalente al bolscevismo, quindi la Germania doveva relativizzare e attenuare il senso di colpa per gli eventi di 40 anni prima.
(E. Nolte)
Nell'articolo lo storico tedesco anticipa uno dei temi centrali del suo successivo saggio La guerra civile europea (pubblicato nel 1987), vale a dire la domanda se l'Olocausto sia un evento unico nella storia o sia comparabile ad altri eventi. La posizione dell'autore è che l'arcipelago gulag è un "evento più originario" di Auschwitz (sia in termini temporali sia in termini di causa-effetto) e che lo «"sterminio di classe" precedette quello di razza nei confronti degli ebrei.».
Gulag, lager, laogai e killing fields sarebbero quindi totalmente equivalenti, la pulizia etnica di Hitler in Polonia speculare a quella di Stalin nella stessa Polonia, in Ucraina (Holodomor) e paesi baltici prima (cfr. Occupazione sovietica delle repubbliche baltiche e deportazioni sovietiche dall'Estonia) e dopo il patto Molotov-Ribbentrop e fino all'operazione Barbarossa, parti di una grande guerra civile. Questa equiparazione è anche in accordo con testimoni come Aleksandr Solženicyn, che sostenne che nei gulag "per fare le camere a gas ci mancava il gas", e storici come Hannah Arendt, François Furet e anche Avraham Shifrin che descrisse molti gulag come rientranti nella tipologia dei campi di sterminio.
Vicini al suo pensiero furono lo storico Andreas Hillgruber, che prese le difese di Nolte affermando che questi aveva finalmente rotto un tabù tra la comunità degli storici, Francesco Perfetti e Augusto Del Noce. Critiche al pensiero di Nolte sono arrivate dagli storici Enzo Traverso e Régine Robin, ma anche dal filosofo Jürgen Habermas, che lo accusavano di tendenze apologetiche, volte a riabilitare il nazionalsocialismo. L'equiparazione fatta con la "controversia degli storici" è stata criticata anche da filosofi marxisti-leninisti e sostenitori della dialettica hegeliana come Domenico Losurdo, che pur ammettendo un legame tra antibolscevismo e antisemitismo, ricorda la presenza della tradizione razzista antigiudaica, preesistente al bolscevismo (nonché le pratiche occidentali di tortura, decimazione e colonialismo):
(Domenico Losurdo, intervista)

### Posizioni in materia di Olocausto, sionismo e Medio Oriente

Il saggista italiano negazionista Carlo Mattogno

Ernst Nolte era di idee considerate da molti conservatrici e patriottiche, ma tendente al superamento delle differenze tra destra e sinistra, e si definiva anche antifascista e fautore di una "destra normale". Tuttavia le sue tesi non hanno mai cessato di far discutere.
Nel libro Controversie (1999), lo storico tedesco attribuisce rigore metodologico e serietà scientifica ad un negazionista come Carlo Mattogno, il quale nega parzialmente l'Olocausto affermando l'inesistenza delle camere a gas nei diversi campi di sterminio nonché la volontà genocida dei tedeschi, sostenendo inoltre che le uccisioni degli ebrei, che non nega, avvennero solo con altri metodi (lavoro, malattie, fucilazione di massa, maltrattamenti, ecc.). Nolte definì l'italiano come "scienziato serio", anche perché a suo avviso:
(E. Nolte, Controversie: nazionalsocialismo, bolscevismo, questione ebraica nella storia del Novecento, Corbaccio, Milano, 1999, p. 13.)
È da notare che in un altro punto dello stesso testo, Nolte però afferma che:
(Ibidem, p. 57.)
Intervistato dallo Spiegel nel 1994, sostenne che non si poteva escludere "che la maggior parte delle vittime ebree non siano morte nelle camere a gas, ma a causa di epidemie, maltrattamenti o fucilazioni di massa".

Nolte rischiò di essere screditato come accaduto a David Irving e fu accusato di banalizzazione dell'Olocausto. Elie Wiesel parlò della «banda dei quattro» riferendosi a Nolte e ad altri tre storici (Klaus Hildebrand, Andreas Hillgruber, Michael Stürmer), mentre Marcel Reich-Ranicki lo definì «figura torbida e spregevole della storia contemporanea tedesca». La storica americana ebrea Deborah Lipstadt, protagonista della causa legale contro Irving, ha accusato apertamente Nolte di antisemitismo, in quanto secondo lei 
(Deborah Lipstadt)
 Va ricordato che Nolte espresse però sempre parole di riconoscimento senza dubbi per la realtà del genocidio e che descrisse Hitler (paragonato costantemente a Stalin) come «un violento antisemita ma anche un nemico della pace di Versailles e un imperialista seguace della teoria dello spazio vitale», rifiutandosi solamente di identificare il nazismo con la Germania e di definire l'Olocausto come evento unico.

Nel 2004 durante una lezione tenuta in italiano, ospite a Chivasso (Torino), Nolte aggiunse:
(Ernst Nolte)
Lo storico tedesco subì, come accaduto col fascismo a Renzo De Felice (storico da cui lo differenziava la lettura dei fascismi come movimenti di derivazione rivoluzionaria e giacobina, per Nolte il fascismo discendeva anche dal nazionalismo risorgimentale e dal pensiero di Enrico Corradini), una pesante accusa di revisionismo storiografico strisciante in favore del nazismo, tesi da lui sempre respinta. Entrambi ebbero ostracismo e minacce esplicite, oltre che intimidazioni e aggressioni da parte di gruppi politici estremisti (a Nolte venne incendiata l'automobile e tentarono di sfigurarlo con dell'acido).
Anche gli ambienti ebraici, per questa accondiscendenza a certi temi negazionisti, oltre che per l'equiparazione di antisemitismo e antibolscevismo, lo criticarono; farà discutere anche la sua critica verso il sionismo, in quanto forma di nazionalismo ebraico laico, mantenente però la nozione di "popolo eletto", da lui assimilato a nazismo e bolscevismo, a cui si ispirerebbe per reazione opposta. Nonostante questo, le tesi di Nolte su gulag e lager trovarono anche caute e parziali aperture tra intellettuali israeliani (almeno fino agli anni '80 con Moshe Zimmermann, Zeev Sternhell, Jacob Talmon e anche il Presidente di Israele Chaim Weizmann durante gli anni giovanili di Nolte), specie dopo la rottura di Israele con l'URSS in seguito alla guerra dei sei giorni (1967) e l'avvento al potere dei conservatori del Likud (1977), partito anticomunista e meno legato agli ebrei superstiti dell'Olocausto e loro parenti (in maggioranza sionisti socialisti), rispetto ai Laburisti.
Un nuovo motivo di attrito con Israele e la comunità ebraica fu nel 2003 quando, invitato dal Senato italiano e dall'allora Presidente Marcello Pera per tenere una lectio magistralis a Palazzo Giustiniani, attaccò la politica estera dello stato israeliano affermando che esso è uno "stato ideocratico", accusato di deportare gli arabi, sostenendo che se l'accusa fosse convalidata «l'unico elemento di differenziazione tra Israele e il Terzo Reich potrebbe essere Auschwitz», poiché lo stato ebraico, a suo avviso, era un «esempio di colonizzazione europea nel cuore dell'Islam in corrispondenza con il territorio dell'antica Terra Santa». Si definì poi sostenitore dell'antiglobalizzazione, europeista e pacifista, e contro la guerra in Iraq, sostenendo inoltre che dietro l'attentato dell'11 settembre ci fosse un servizio segreto di un paese arabo e non bin Laden. Nell'ultima intervista Nolte auspicò una conciliazione futura tra ebrei e arabi nel Medio Oriente, come unica via per la pace:
(Nolte su Israele e Palestina)

## Opere
- I tre volti del fascismo (Der Faschismus in seiner Epoche. Action francaise · Italienischer Faschismus · Nationalsozialismus, 1963), Collana Argomenti n.21, Milano, Sugar, 1966. - Collana Oscar saggi n.33, Mondadori, 1971-78 - ora pubblicato col tit. orig. Il fascismo nella sua epoca, Sugar, 1993.
- (DE) Die faschistischen Bewegungen, 1966.
- La crisi dei regimi liberali e i movimenti fascisti (Die Krise des liberalen Systems und die faschistischen Bewegungen, 1968), Bologna, Il Mulino, 1970. - Prefazione di Piero Craveri, Introd. dell'Autore, Collana Occidente, Marco Editore, 2001.
- (DE) Sinn und Widersinn der Demokratisierung in der Universität, 1968.
- (DE) La Germania e la Guerra Fredda (Deutschland und der Kalte Krieg), 1974.
- (DE) Marxismo e Rivoluzione industriale (Marxismus und Industrielle Revolution), 1983.
- (DE) Theorien über den Faschismus, 1984.
- La guerra civile europea, 1917-1945. Nazionalsocialismo e bolscevismo (Der Europäische Bürgerkrieg 1917-1945. Nationalsozialismus und Bolschewismus, 1987), Firenze, Sansoni, 1988.
- Il passato che non vuole passare, in Germania: un passato che non passa, a cura di G. E. Rusconi, Einaudi, Torino, 1987
- (DE) Das Vergehen der Vergangenheit. Antwort an meine Kritiker im sogenannten Historikerstreit, 1988.
- Nietzsche e il nietzscheanesimo (Nietzsche und der Nietzscheanismus, 1990), Prefazione di Lucio Colletti, Firenze, Sansoni, 1991.
- Il Pensiero della Storia nel XX secolo (Geschichtsdenken im 20. Jahrhundert; von Max Weber bis Hans Jonas, 1991).
- Martin Heidegger tra politica e storia (Martin Heidegger: Politik und Geschichte im Leben und Denken, 1992), traduzione di Nicola Curcio, Collana Storia e Società, Roma, Laterza, 1994, ISBN 978-88-420-4395-9. [ora col titolo Heidegger. Politica e Storia nella vita e nel pensiero]
- Dopo il comunismo. Contributi all'interpretazione della storia del XX secolo, Firenze, Sansoni, 1992, ISBN 88-383-1191-9.
- Controversie. Nazionalsocialismo, bolscevismo, questione ebraica nella storia del Novecento (Streitpunkte. Heutige und künftige Kontroversen um den Nationalsozialismus, 1993), traduzione di Francesco Coppelletti, Milano, Corbaccio, 1999, ISBN 978-88-7972-290-2. - TEA, Milano, 2002, ISBN 88-502-0031-5.
- Intervista sulla questione tedesca, a cura di Alberto Krali, Collana Saggi tascabili, Roma-Bari, Laterza, 1993.
- Gli anni della violenza. Un secolo di guerra civile ideologica europea e mondiale, traduzione di C. Lazzari, Collana I Torchi, Milano, Rizzoli, 1995, ISBN 978-88-17-84417-8.
- Ricordo e oblio. I tedeschi e la loro duplice memoria storica (Die Deutschen und ihre Vergangenheiten. Erinnerung und Vergessen von der Reichsgründung Bismarcks bis heute, 1995), Hobby & Work, 1999.
- Il giovane Mussolini. Marx e Nietzsche in Mussolini socialista, a cura di Francesco Coppellotti, Collana Argomenti, Milano, Sugar, 1996, ISBN 978-88-7198-233-5.
- François Furet e Ernst Nolte, XX secolo. Per leggere il Novecento fuori dai luoghi comuni ("Feindliche Nähe": Kommunismus und Faschismus im 20. Jahrhundert. Ein Briefwechsel), Collana Sentieri n.6, Roma, Liberal, 1997.
- Heidegger e la rivoluzione conservatrice, con la collaborazione di Alberto Krali, Collana XX secolo: ideologia e prassi, Milano, Sugarco, 1997, ISBN 978-88-7198-405-6.
- I presupposti storici del nazionalsocialismo e la 'presa del potere' del gennaio 1933: la metamorfosi del tempo nuovo .1, Milano, Marinotti, 1998, ISBN 978-88-8273-002-4.
- L'eredità del Nazionalsocialismo. È lecito un paragone tra Milosevic e Hitler? Dialogo con Ernst Nolte, Di Marco, 2000.
- (DE) Der kausale Nexus. Über Revisionen und Revisionismen in der Geschichtswissenschaft; Studien, Artikel und Vorträge 1990–2000, 2002.
- Esistenza storica. Fra inizio e fine della storia? (Historische Existenz. Zwischen Anfang und Ende der Geschichte, 1998), Firenze, Le Lettere, 2003.
- Storia dell'Europa. 1848-1918, traduzione di F. Coppellotti, Collana Storia, Marinotti, 2003, ISBN 978-88-8273-022-2.
- La Repubblica di Weimar. Un'instabile democrazia fra Lenin e Hitler (Die Weimarer Republik. Demokratie zwischen Lenin und Hitler), Marinotti, 2006.
- L'uomo, la storia. Conversazione con Siegfried Gerlich, Roma, Liberal, 2006.
- Storia, Europa e modernità, intervista ad Ernst Nolte a cura di Luigi Iannone, Collana Il salotto di Clio, Firenze, Le Lettere, 2008, ISBN 978-88-6087-173-2.
- La rivoluzione conservatrice nella Germania della Repubblica di Weimar, a cura di Luigi Iannone, Collana Saggi, Rubbettino, 2009, ISBN 978-88-498-2471-1.
- Il terzo radicalismo. Islam e Occidente nel XXI secolo, Roma, Liberal edizioni, 2012, ISBN 978-88-88835-47-1.